# مأموران خزانه‌داری
مأموران خزانه‌داری (انگلیسی: T-Men) یک فیلم نوآر نیمه‌مستند در سبک جنایی به کارگردانی آنتونی مان است که در سال ۱۹۴۷ منتشر شد. این فیلم به روش «سیاه و سفید» تصویربرداری شده است.

## خلاصه داستان
دو مأمور خزانه‌داری به منظور یافتن یک شبکهٔ جعل اسکناس، دست به کاری خطیر می‌زنند. آنان خود را به صورت دو جاعلِ ماهرِ اسکناس که از راهی دور آمده‌اند معرفی کرده و سعی در رخنه در حلقهٔ تبهکاران دارند. در ادامه، یکی از مأموران لو می‌رود و بدست تبهکاران و در مقابل دیدگانِ همکار خود، کشته می‌شود و آن دیگری در حالی که با وحشتِ زیاد شاهدِ ماجراست، باید خود را نبازد و مأموریتش را تا انتها، پیش ببرد.